# Araneus pallidus
Araneus pallidus là một loài nhện trong họ Araneidae.
Loài này thuộc chi Araneus. Araneus pallidus được miêu tả năm 1789 bởi Olivier.

## Hình ảnh

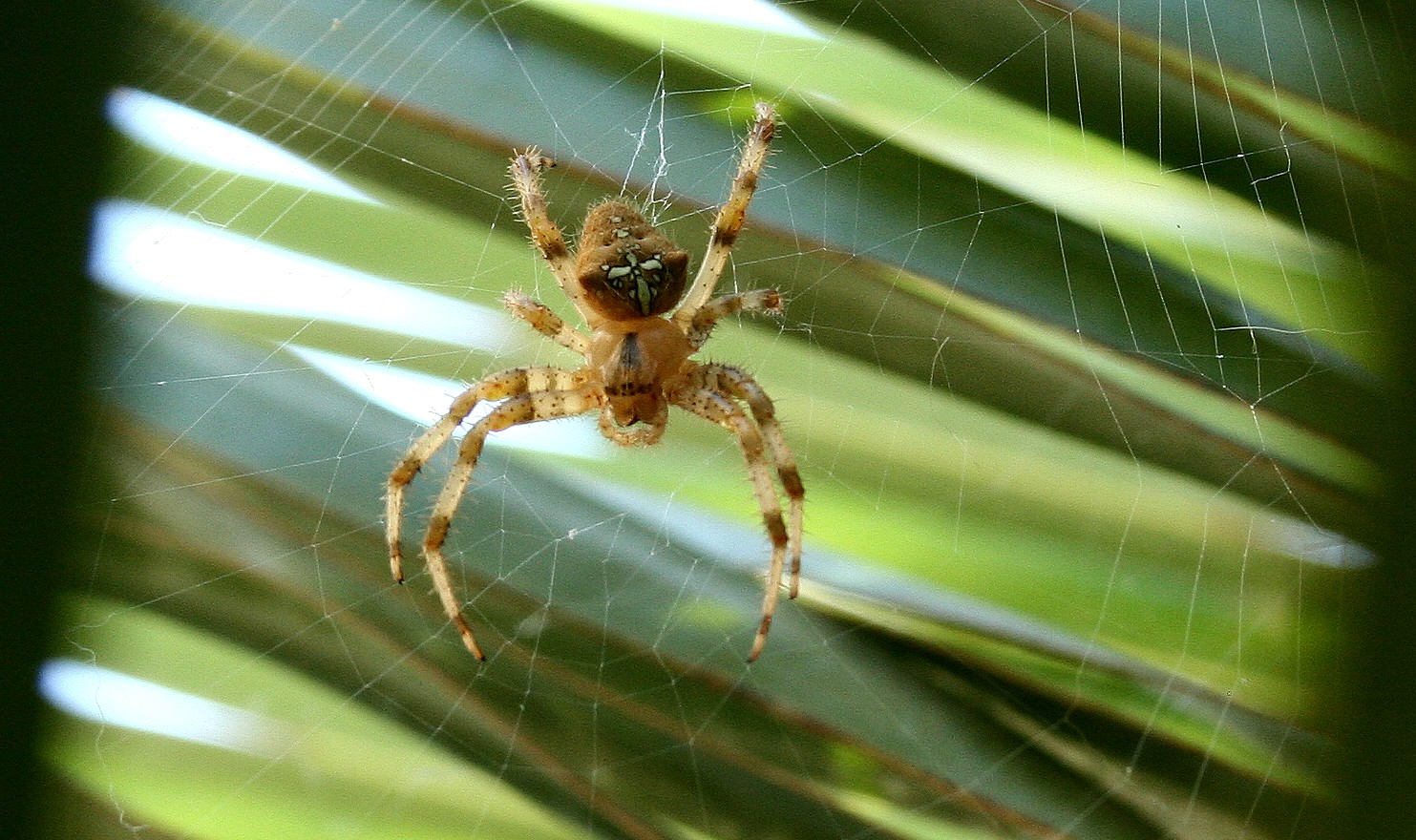
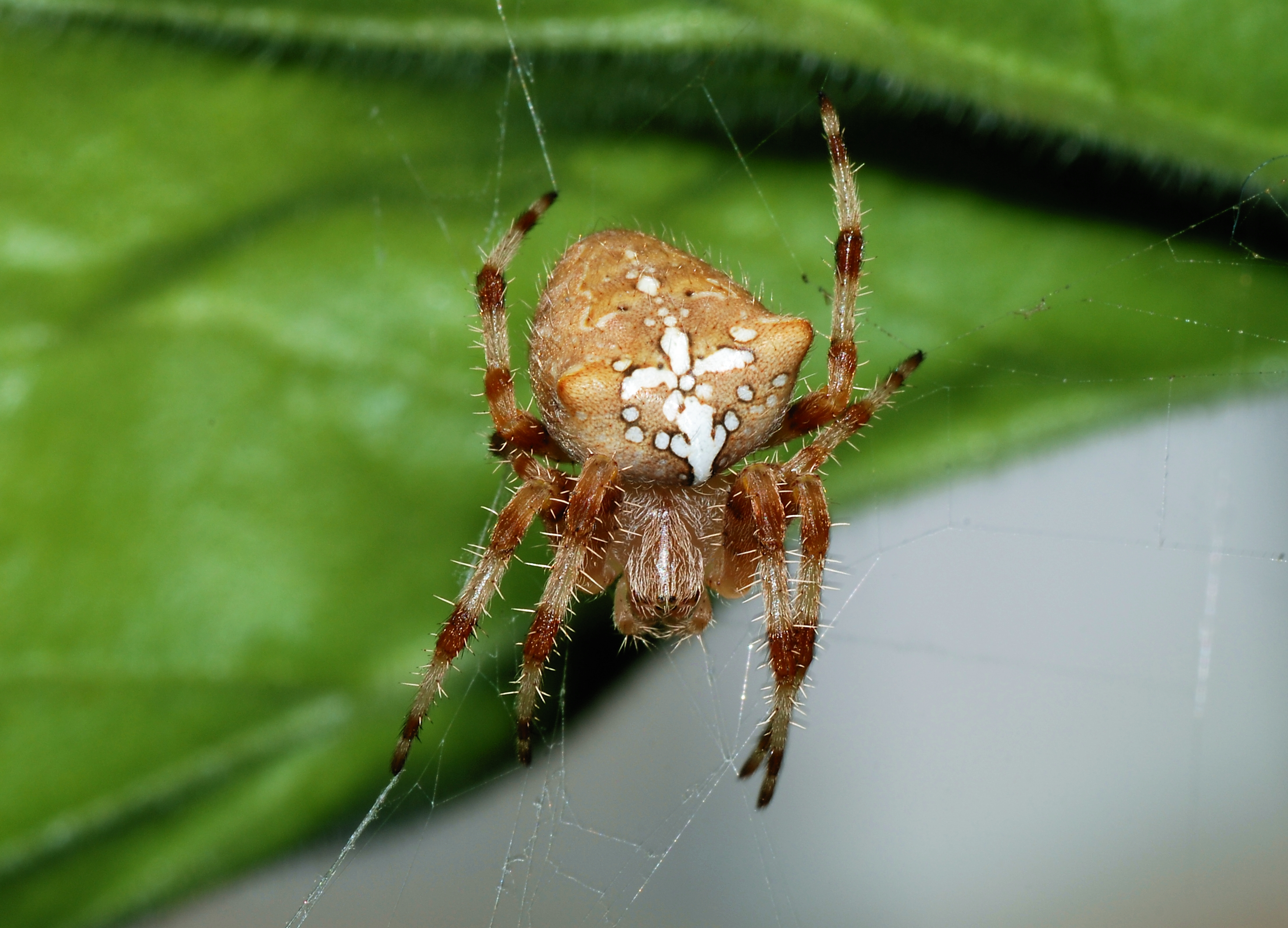
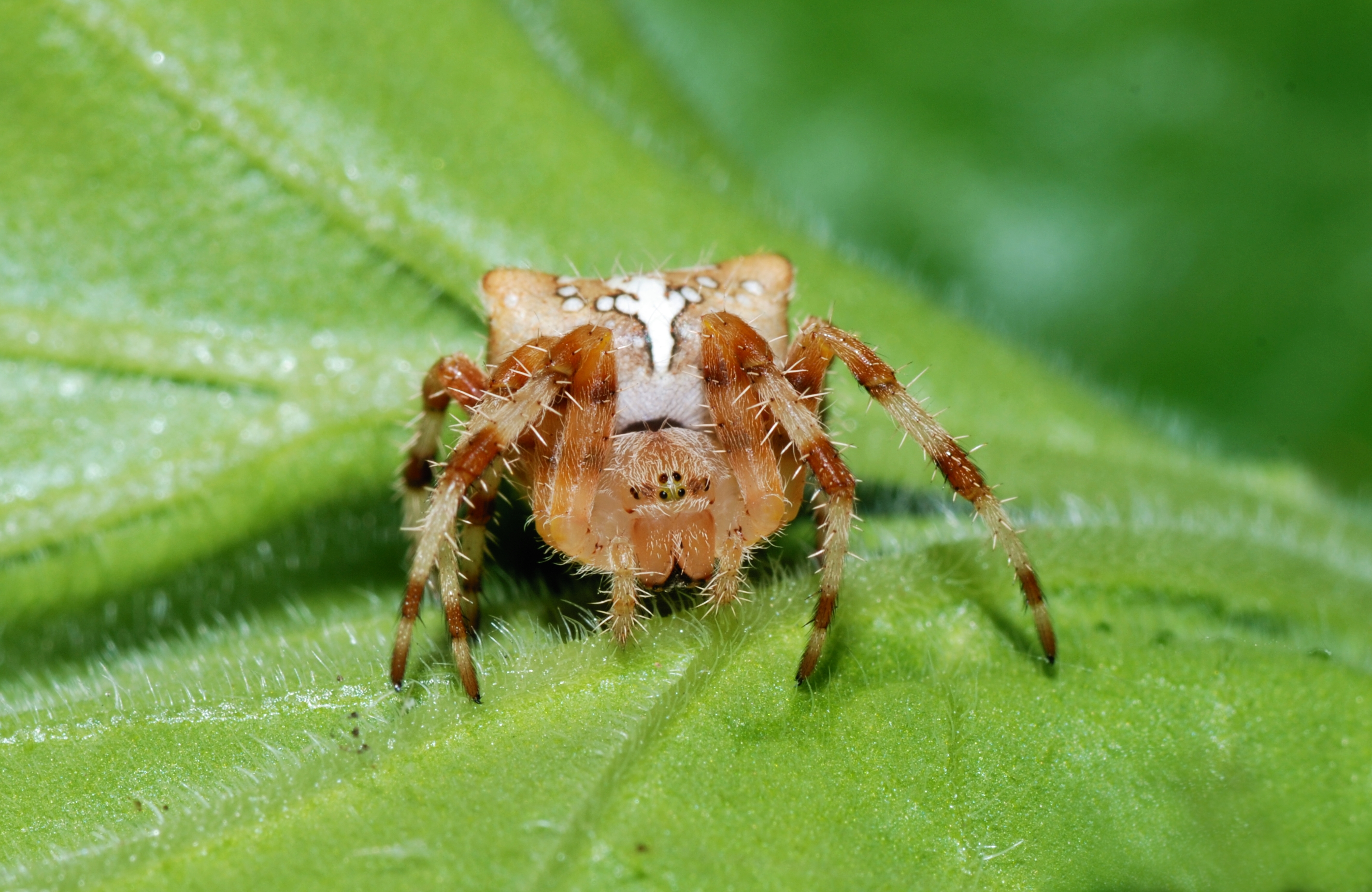
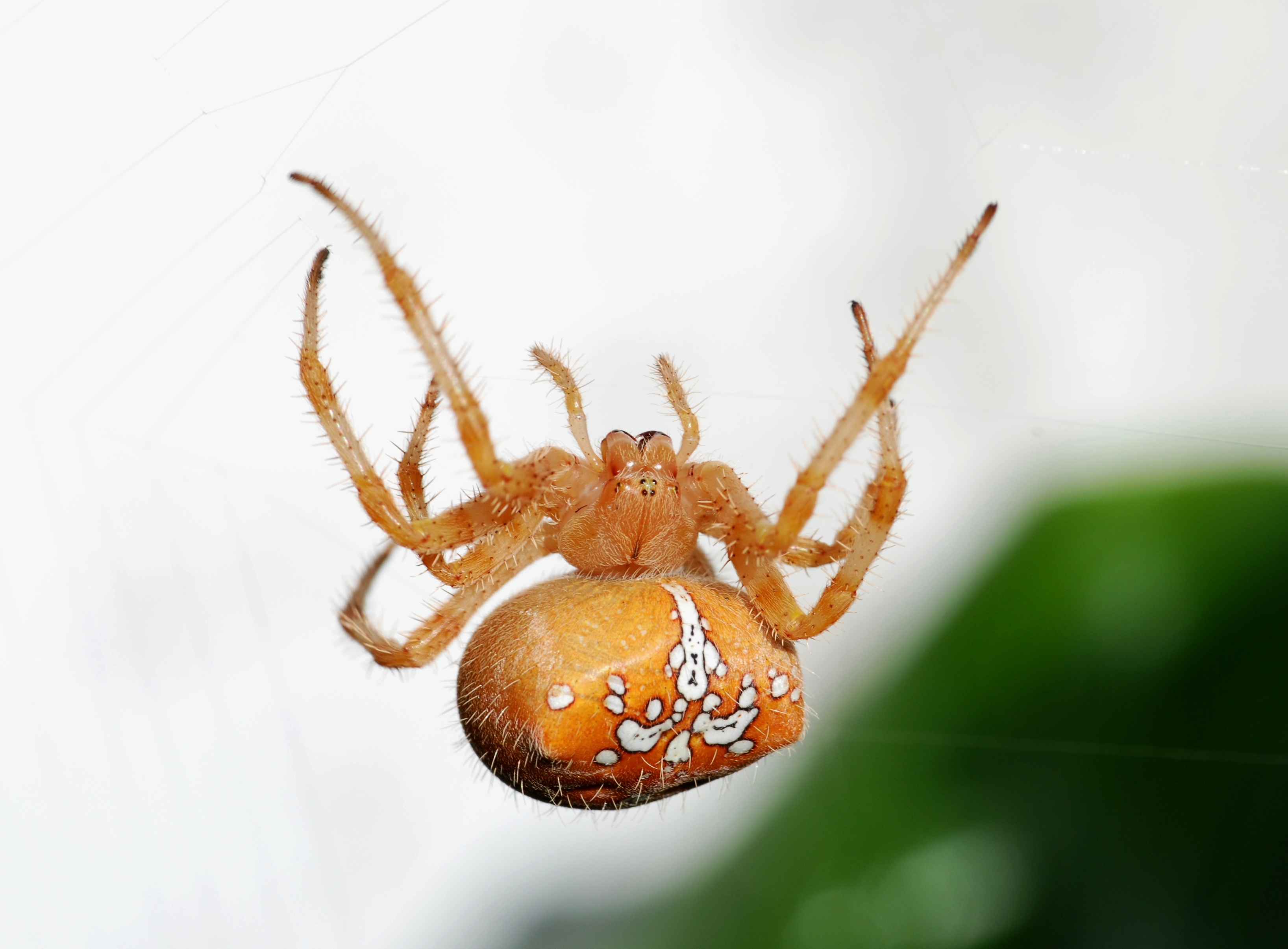